# Cão de Castro Laboreiro
O Cão de Castro Laboreiro, também conhecido simplesmente como castro-laboreiro, é uma antiga raça de cão autóctone de Portugal, utilizada para a guarda de rebanhos. Os machos possuem entre 58–64 cm de altura (na cernelha) e pesam entre 30 e 40 kg.
Originário da freguesia de Castro Laboreiro, Melgaço, é um cão lupóide de tipo amastinado, sendo mais ligeiro que as restantes raças de cães de gado. É uma das raças mais antigas da Península Ibérica.

## História

### O solar na montanha
O Cão de Castro Laboreiro tem a sua origem na região que lhe deu o nome: a freguesia de Castro Laboreiro, no Concelho de Melgaço. É uma região montanhosa agreste, que se estende desde o rio Minho às Serras da Peneda e do Soajo, entre os rios Trancoso, Laboreiro e Mouro, até cerca dos 1.400 m de altitude.
À semelhança do cão, Castro Laboreiro é uma das terras mais antigas de Portugal. Os vestígios pré-históricos, como as gravuras rupestres e os dólmens, comprovam a presença do homem na região desde há muitos milhares de anos. Os castros são testemunhos da forte presença da cultura castreja na região. Também os celtas e os romanos passaram por aqui, edificando pontes e vias romanas com os seus marcos miliários. As comunidades castrejas sempre viveram da caça e da pesca, da pastorícia e da agricultura. Na procura de boas pastagens para o gado realizavam um tipo de transumância de curta distância, que terá evoluído para uma migração sazonal que ainda hoje se verifica na mobilidade dos povoamentos num sector da população, numa curiosa adaptação às condições orográficas e climáticas. Os cães acompanhavam o gado nestes movimentos transumantes que, por serem de curta distância, ao contrário do que se verificou na restante Península Ibérica (nomeadamente a transumância dos rebanhos de ovinos da Serra da Estrela, cujas deslocações alcançavam várias centenas de quilómetros), não requeriam um animal tão possante.
O número de ovinos e caprinos, tradicionalmente reunidos em rebanhos comunitários, tem vindo a diminuir nos últimos anos, sendo progressivamente substituídos por bovinos. A esta alteração adaptou-se o Cão de Castro Laboreiro, sendo tão eficaz na protecção de cabras e ovelhas como de vacas. Em virtude da emigração dos homens, durante a década de 40, principalmente para França, ficando as mulheres sozinhas a cuidar das terras e dos animais, os cães ganharam um papel muito importante, quer pela protecção conferida ao gado e pela guarda da propriedade, quer ainda pela inestimável companhia nas noites mais longas de Inverno e pela incontestável dedicação aos seus donos. Foi este carácter especial, talhado pela rudeza das montanhas e pelas gentes castrejas, que se manteve até hoje, muito fruto do isolamento desta região de difícil acesso até há bem pouco tempo – a primeira estrada em terra batida apenas foi concluída em 1948. Manuel Marques (1935), descrevendo a sua visita a Castro Laboreiro, diz que partindo de Melgaço demorou “cinco longas horas a dorso de quadrúpede, por sinuosos e quase intransitáveis caminhos que, na maior parte, mais parecem córregos.”

### Origem da raça
Os avanços científicos têm permitido aos geneticistas confirmar as restantes evidências (ex. arqueológicas, morfológicas e comportamentais) de que o lobo é, efectivamente, o ancestral do cão. Segundo os registos fósseis, a domesticação do lobo terá ocorrido há cerca de 14.000 anos na região do Crescente Fértil, tendo os cães sido rapidamente disseminados por toda a Europa, Ásia e América do Norte. Estudos genéticos indicam ainda que a domesticação deverá ter ocorrido apenas uma vez.
Apesar da presença de cães no território português desde o Mesolítico (10.000-5.000 anos atrás), indícios das primeiras raças surgem apenas nas representações de cenas de caça em mosaicos da época Romana. As primeiras referências às raças nacionais no século XVI, sugerem que estas poderão existir há pelo menos 300-600 anos. Embora não seja possível datar a sua origem com precisão, as raças nacionais são consideradas bastante recentes. Com efeito, os estudos efectuados por esta investigadora, revelam uma semelhança genética entre todas as raças, indicando que a maioria deriva de um mesmo grupo ancestral e que terão tido uma origem recente. Os dados obtidos tornam assim improvável que as raças nacionais tenham resultado de um processo adicional de domesticação do lobo.
Os cães de gado sempre foram um elemento importante para as comunidades agro-pastoris, o que é evidenciado pelo facto da primeira alusão aos cães no início da nacionalidade incluir os cães de gado: “Todo ome, que galgo, ou podengo, ou perro de gaado matar, peyte dous maravedis”. No que diz respeito ao Cão de Castro Laboreiro, a sua qualidade e importância são evidenciadas por diversos autores. Augusto Leal (1874), ao descrever a região, faz menção aos cães existentes: “Criam-se aqui mastins d’uma corpolencia e vigor extraordinarios, pois qualquer d’elles mata um lobo!” Também o etnógrafo José Leite de Vasconcelos (1933) faz referência ao Cão de Castro Laboreiro como cão de gado: “aos cães de montanha pertencem no Continente, como cães de gado, os … de Castro-Laboreiro”. Escritos galegos sobre o pastoreio na vertente galega da Serra do Laboreiro mencionam igualmente este cão, utilizado para proteger o gado dos ataques dos lobos em território português. Na literatura encontram-se igualmente referências à raça, como no romance de Camilo Castelo Branco, A Brasileira de Prazins (1879).

### Concurso tradicional
O orgulho que os castrejos têm nos seus cães transparece todos os anos no Concurso de Cães de Castro Laboreiro, o concurso canino mais antigo existente no nosso País, onde os proprietários participam com os seus cães, que muitas vezes só sabem o que é uma trela nesta ocasião, pois geralmente andam livremente pelas ruas e pastagens acompanhando o gado. Impulsionado pelo Padre Aníbal Rodrigues, pároco de Castro Laboreiro desde 1945 (falecido em 2003), este Concurso Tradicional realiza-se de forma contínua, todos os anos, desde meados da década de 50, tendo sido inicialmente realizado em Outubro e nas últimas décadas a 15 de Agosto. O Concurso tem sido muito importante na divulgação e manutenção das características da raça, dando a conhecer os exemplares existentes e identificando os mais típicos, que são depois os preferencialmente escolhidos para acasalar.
Com efeito, a miscigenação com outras raças foi um problema sério até há bem pouco tempo. A introdução de outras raças, facilitada pela maior abertura da região ao exterior, e o cruzamento livre com os cães autóctones, conduziram ao surgimento de indivíduos com características menos típicas para o que alertaram vários juízes e interessados na raça em diversos órgãos de comunicação social. Este problema foi em grande parte ultrapassado pelos canicultores através de um maior controlo dos acasalamentos, embora proprietários menos atentos possam ter ninhadas descendentes de vários machos ou com cachorros atípicos. Em casos duvidosos é aconselhável a confirmação da paternidade através de análises genéticas, uma nova ferramenta disponível à canicultura cuja utilização deve ser fomentada.
Compete aos interessados informar-se sobre as características da raça, junto dos Clubes da raça ou do Clube Português de Canicultura (CPC), observar os pais da ninhada e adquirir exemplares com registo no livro genealógico da raça.

## Aparência

### Estalão Oficial
Apesar do reconhecimento da sua antiguidade, apenas no segundo quartel do século XX se dá início aos estudos que conduziram à definição do tipo racial com a publicação do Estalão da raça, em 1935, pelo Prof. Manuel Fernandes Marques. Este foi um marco importante para a conservação da raça, constituindo um garante da preservação das suas características originais. Com efeito, o Estalão representa o tipo ideal da raça, descrevendo as características que a definem e que constituem a base de referência a seguir na sua selecção. Constitui, assim, uma base fundamental para o trabalho dos canicultores da raça e para a avaliação realizada pelos juízes. Não obstante o Estalão apenas ter sido publicado em 1935, os primeiros registos no livro genealógico da raça datam de 1932. Em 1993 foi aprovada uma alteração da altura ao garrote, que aumentou 3–4 cm, traduzindo a evolução observada na raça nos últimos anos.

### Características morfológicas
As características ambientais específicas da região e do sistema de pastoreio, aliado ao isolamento geográfico, deram origem a um cão de gado de características únicas. Apesar da provável origem comum às mais de 50 raças de cães de gado reconhecidas na Ásia e em toda a região mediterrânica, distingue-se destas por ser um cão mais ligeiro. Com efeito, trata-se de uma raça de cão de montanha, de médio a grande porte, mas mais do tipo lupóide que amastinada – com uma cabeça mais leve, mas potente, e com uma altura ao garrote que pode variar entre os 58 e os 64 cm nos machos e as fêmeas entre 55 a 61 cm (com uma tolerância de mais 2 cm de tolerância); o peso nos machos varia entre os 30 e os 40 kg e nas fêmeas entre os 25 a 35 kg.
Estas características permitem-lhe ser mais activo e portanto incansável, estando sempre alerta, acompanhando facilmente o rebanho e patrulhando toda a área por onde este se dispersa, apercebendo-se rapidamente da presença dos predadores.
O estudo morfológico desenvolvido por Carla Cruz (2006) indica que a raça tem um andamento típico entre os trotadores de longa duração e os galopadores de endurance, no que se distingue das restantes raças nacionais de cães de gado, e que lhe permite acompanhar os rebanhos no pastoreio ao longo de todo o dia e ainda uma perseguição mais eficaz dos predadores, nomeadamente, dos lobos. Apesar da sua menor corpulência, a maior agilidade é uma vantagem também nos confrontos com o lobo, escapando facilmente às investidas destes. São várias as histórias de cães que terão ajudado os pastores a capturar lobos que atacavam os rebanhos, sendo pouco frequentes as notícias de cães atacados fatalmente por lobos.
Os olhos do Cão de Castro Laboreiro são oblíquos em forma de amêndoa, de tamanho médio e expressão simples, castanho claros na pelagem clara e castanho escuros na pelagem mais escura. As orelhas são triangulares, arredondadas na ponta, pendentes e de inserção um pouco acima da média. Quando o cão está atento, a orelha volta-se para diante, ficando a face externa em posição anterior. A cauda é larga e grossa, descendo até ao curvilhão, quando o animal está sossegado e em movimento toma a forma de alfange, ultrapassando a linha do dorso.
O pêlo é curto (5 cm), grosso e resistente, duro ao tacto, liso e abundante em todo o corpo. Por norma, o pêlo mantém-se mais macio em certas zonas, como a cabeça e as orelhas.
Cores da pelagem
A cor da pelagem predominante é o lobeiro, que pode surgir nas tonalidades claro, comum e escuro, sendo esta última a mais frequente. Trata-se de uma pelagem composta (policromática), frequentemente raiada.
Tendo por base a descrição proposta por Pedro Santa Rita (2005), considera-se que no lobeiro claro, que tem por base um fundo claro, a predominância de determinadas cores nos pêlos confere-lhe uma cor cinza, creme ou palha. No caso do lobeiro escuro, que tem como base um fundo escuro, dominam os pêlos escuros, pretos e cinzas mais ou menos escuros. Por vezes podem aparecer as três variedades no mesmo indivíduo em regiões diferentes: o lobeiro escuro na cabeça, dorso e espáduas; o lobeiro comum no tórax, garupa e coxas; e o lobeiro claro no ventre, terços e bragadas. Nestes casos deverá ser considerada a pelagem dominante.
É ainda referida uma outra coloração mais rara, designada cor do monte e considerada pelos castrejos como característica étnica. Trata-se também de uma pelagem composta, alobatada, pardusca, com cambiantes mais ou menos carregadas, no preto, tendo à mistura, no todo ou em parte, pêlos castanhos, cor de pinhão, ou avermelhados, cor de mogno. Como refere Pedro Santa Rita (2005), a designação pretende traduzir as colorações dominantes da vegetação das pastagens serranas no Outono, constituídas pelas flores do tojo e da urze, pela erva e pelos fetos secos, bem como pelas folhas de carvalho e de vidoeiros, num gradiente de amarelo-torrado, passando pelo castanho claro até ao castanho mais escuro e ao avermelhado, onde estão mais ou menos presentes os cinzas e os negros, nunca dominantes. Admite-se uma pequena malha branca no peito.
A maior predominância do lobeiro escuro e também do lobeiro comum, colocam em risco a riqueza e a variabilidade cromática da raça. O lobeiro claro e, particularmente, a cor-do-monte, são pelagens actualmente ameaçadas, devendo desenvolver-se um esforço para aumentar o número de animais com estas pelagens mais raras.
Análise biométrica
O trabalho realizado por Carla Cruz (2006) sobre as raças nacionais de cães de rebanhos, originou também resultados muito úteis para a gestão da raça. As características biométricas medidas e os índices zoométricos considerados, para além de evidenciam um marcado dimorfismo entre machos e fêmeas, revelam a existência de diferenças significativas para 41% dos caracteres medidos, entre os exemplares existentes na região do Solar e os existentes noutras regiões do País. A confirmação de uma diferenciação morfológica entre estes dois grupos é reveladora da inexistência de homogeneidade pressuposta pela existência do Estalão. No entanto, não se detectam diferenças na maioria das relações corporais, indicando que os critérios de selecção têm permitido manter as proporções corporais na raça. No que respeita à linha dorsal, os dados confirmam a existência na raça de uma ligeira proeminência da garupa, que é mais acentuada nas fêmeas.
Analisando as relações existentes entre as várias raças nacionais de cães de rebanho, com base nos respectivos Estalões, verificou-se que o Cão de Castro Laboreiro está mais próximo dos cães de condução e mais afastado das restantes raças de cães de gado, que se reúnem todas num mesmo grupo. No entanto, repetindo a análise com base nos caracteres biométricos medidos, verifica-se que os animais do Solar se agrupam com a raça Cão da Serra da Estrela.
Estes dados deverão ser tidos em conta pelos canicultores e pelos Clubes, para uma adequada gestão da raça que conserve a sua tipicidade. Devendo fomentar-se o cruzamento entre animais oriundos de diferentes regiões, nomeadamente com os da região de Castro Laboreiro, de forma a esbater as diferenças existentes e melhorar a qualidade.

### Classificação
Segundo a classificação da Federação Cinológica Internacional (FCI) o Cão de Castro Laboreiro (Estalão nº 170) pertence à Secção 2.2 – Raças molossóides de tipo montanha, incluída no Grupo 2 – Pinscher e Schnauzer, raças molossóides, cães suíços de montanha e boieiros e outras raças. A proposta de Estalão foi recentemente revista pela FCI com vista à sua uniformização, nomeadamente da versão inglesa. Pela sua importância numa correcta evolução da raça, compreende-se que o Estalão não pode ser adulterado, nem alterado, sem uma base científica que suporte essas alterações, devendo para tal zelar o CPC e os Clubes da raça.

## Distribuição e estatuto populacional
Originalmente com uma distribuição restrita ao extremo Nordeste da província do Minho, embora presente em quase todas as aldeias naquelas vastas serranias, a raça era praticamente desconhecida fora do seu solar, sendo então raros os exemplares existentes no Centro e Sul do País. Actualmente, a raça está presente um pouco por todo o País, desde o Minho e Trás-os-Montes ao Algarve, embora o maior número de proprietários se continue a concentrar na região Norte (cerca de 60%), nomeadamente, nos Distritos de Viana do Castelo, do Porto e de Braga.
No estrangeiro a raça é ainda pouco conhecida, existindo já alguns criadores em Espanha e na Alemanha e, mais recentemente, nos Estados Unidos da América e no Brasil.
Segundo os critérios da FAO (Organização das Nações Unidas para a Agricultura e Alimentação), o Cão de Castro Laboreiro tem actualmente o estatuto de conservação Em perigo em virtude do número de fêmeas em idade reprodutiva registadas, apesar de ser superior a 100, nunca ultrapassar as 1.000. Com efeito, uma estimativa do número de fêmeas potencialmente reprodutoras, calculada com base nos registos até ao ano de 2003, de fêmeas com idades compreendidas entre os 2-8 anos é de 435. Contudo, apenas uma pequena proporção realmente se reproduz em cada ano o que contribui para piorar a situação da raça.
Apesar da redução dos efectivos no Solar, entre meados da década de 1940 e 1950, começou a verificar-se um crescente interesse pela raça, para o que deverá ter contribuído a definição do Estalão. Até meados da década de 1980 o número de registos no Livro de Origens Português (LOP) e no Registo Inicial (RI) foi muito reduzido, após o que se verifica um ligeiro aumento até finais da década de 1990, essencialmente devido a inscrições no LOP. Este aumento deve-se ao crescente interesse dos canicultores, que se traduziu na criação do Clube do Cão de Castro Laboreiro (CCCL) em 1989. Em 1999 e 2000 verifica-se uma diminuição significativa, não se ultrapassando os 100 registos.
A partir de 2001, devido à acção da renovada direcção do CCCL, verifica-se um aumento do número de registos, resultantes maioritariamente de inscrições no RI promovidas pelo Clube. Desde então, com excepção dos anos de 2003 e 2004, em que se verificou a diminuição do número de RIs, o número de registos tem-se mantido em torno dos 150-160. Verificou-se ainda um aumento progressivo do número de animais registados no LOP, que constituem agora mais de 60% do total, e a uma diminuição do número de RIs. Registou-se também um desequilíbrio entre o número de machos e de fêmeas, nomeadamente até 1981, altura em que a razão entre os sexos parece ter estabilizado.
Apesar do aumento progressivo do número de registos, em 2008 a raça encontrava-se apenas no 7º lugar, em comparação com as restantes 11 raças nacionais. Deve salientar-se, no entanto, que estes dados não traduzem o efectivo populacional da raça em virtude da existência de um número indeterminado, embora cada vez mais reduzido, de animais não registados.

### Registos por LOP
Registos por LOP de 2006 a 2014 (Referência CPC)
| Registos de LOP por ano | Registos de LOP por ano | Registos de LOP por ano | Registos de LOP por ano | Registos de LOP por ano | Registos de LOP por ano | Registos de LOP por ano | Registos de LOP por ano | Registos de LOP por ano | Registos de LOP por ano |
| ----------------------- | ----------------------- | ----------------------- | ----------------------- | ----------------------- | ----------------------- | ----------------------- | ----------------------- | ----------------------- | ----------------------- |
| 2006                    | 2007                    | 2008                    | 2009                    | 2010                    | 2011                    | 2012                    | 2013                    | 2014                    |                         |
| 163                     | 149                     | 152                     | 155                     | 198                     | 192                     | 231                     | 146                     | 175                     |                         |

### Variabilidade Genética
Os estudos efectuados por Ana Elisabete Pires (2006), baseados na análise do ADN mitocondrial e nuclear, e conducentes à elaboração da sua dissertação de Doutoramento, indicam que o Cão de Castro Laboreiro é uma das raças nacionais com menor diversidade genética, mas que apresenta características genéticas únicas, diferenciando-se das restantes raças de cães de gado ibéricas. Esta situação explica-se pela reduzida área de dispersão da raça e pelo maior isolamento a que esteve sujeita. A reduzida variabilidade genética encontrada comprova também a ocorrência de uma diminuição drástica dos efectivos. Existe assim um grau de consanguinidade significativo que traduz também o reduzido número de registos anuais.
As populações de efectivos reduzidos sofrem, inevitavelmente, de perda de variabilidade genética, aumento de consanguinidade e consequente diminuição da capacidade reprodutiva, bem como do aparecimento de caracteres e doenças deletérias hereditárias, que podem comprometer a sua viabilidade. Para que se possa efectuar uma correcta gestão da raça é importante identificar linhagens distintas e proceder a cruzamentos seleccionados para aumentar a sua variabilidade genética.

## Aptidões e Funcionalidade
Pela sua comprovada eficácia na protecção dos rebanhos contra os ataques dos lobos e de outros predadores, como as raposas ou os cães vadios, são cada vez mais utilizados na protecção de rebanhos de cabras e ovelhas ou de manadas de vacas, desde o planalto de Castro Laboreiro até às serranias do Alvão. Nesta região existe, um crescente núcleo de cães da raça integrados pelo Grupo Lobo - Associação para a conservação do lobo e do seu ecossistema. O Grupo Lobo tem desenvolvido um projecto inovador e de grande interesse, que pretende fomentar a utilização do Cão de Castro Laboreiro na protecção dos rebanhos, de forma a diminuir os prejuízos causados pelos lobos e assim diminuir os conflitos que as comunidades rurais têm com este predador.
O lobo ibérico, o último grande carnívoro da nossa fauna, encontra-se em perigo de extinção, estando integralmente protegido por lei desde 1988. Assim, chegamos a uma situação em que a conservação do lobo se alia à recuperação de uma raça canina nacional, o Cão de Castro Laboreiro, também ela em risco. O património genético destes animais faz parte da biodiversidade nacional que temos a responsabilidade de preservar, pois a sua perda seria irreversível.
Desde 1998 que o Grupo Lobo tem vindo a integrar exemplares da raça para proteger os animais domésticos dos ataques de lobos, nas regiões serranas dos Distritos de Vila Real e de Braga. Até ao momento foram integrados mais de 120 cães (dos quais 56% machos) em rebanhos de cabras e/ou ovelhas e em manadas de vacas, dos quais sobrevivem perto de 90 (estando sujeitos a muitos perigos, por exemplo o envenenamento, a taxa de mortalidade destes cães é bastante elevada, apesar do apoio veterinário prestado), constituindo seguramente o maior núcleo de animais de trabalho da raça. Este núcleo descende de exemplares maioritariamente oriundos da região de Castro Laboreiro, mas também de outras regiões do País, bem como de animais já integrados e ocasionalmente cruzados com outros cães de outras linhagens. A qualidade morfológica dos exemplares é ocasionalmente confirmada em Exposições Caninas, onde estes cães frequentemente se destacam.
A avaliação da eficiência dos cães adultos, efectuada pelos técnicos do Grupo Lobo, confirma a aptidão natural da raça para a protecção dos rebanhos dos ataques de lobos, com cerca de 90% sendo considerados Bons-Excelentes na sua função, e registando-se uma redução dos prejuízos na ordem dos 13-100% em 62% dos casos. Dos criadores de gado que receberam cães, perto de 90% estão Satisfeitos-Muito Satisfeitos com os seus exemplares. Apesar de inicialmente desconhecidos na região, os cães de gado Cão de Castro Laboreiro são já uma referência para estas comunidades rurais.
Apesar da sua aptidão natural para a protecção do gado é uma raça bastante polivalente, tendo sobressaído em diferentes funções. Foi usada como cão polícia e militar no Corpo de Fuzileiros em Portugal para manutenção da ordem. Existindo ainda registo de um macho utilizado como cão-guia, treinado pela proprietária, e de um outro na Alemanha que, na década de 1990, obteve o título de Campeão do Mundo de Agility.
Alguns são também utilizados em matilhas de caça grossa, como cão de presa. É também um excelente cão de guarda e de companhia, pela sua capacidade inata para a protecção e pela total dedicação ao dono, sendo de grande docilidade, nomeadamente com as crianças.

## Temperamento
Trata-se de um cão inteligente, aprendendo facilmente, mas com um temperamento algo independente, que advém da sua função de protecção dos rebanhos, onde actua de forma independente do pastor. Sendo mais ágil e activo que as restantes raças de cães de gado é muito menos irrequieto que outras raças mais pequenas. Estabelece uma forte ligação com a sua família (humana ou não) que protege instintivamente de todos os perigos. Tem uma grande capacidade de protecção, que apurou durante centenas de anos na protecção dos rebanhos contra todo o tipo de perigos. Sempre vigilante, ladra e alerta para eventuais perigos, aproximando-se e perseguindo potenciais ameaças se necessário. Os machos tendem a ser dominantes e mais agressivos na presença de outros machos mas, habituados desde jovens, poderão conviver facilmente com outros machos de grande-médio porte. Humilde, não desafia o dono, sendo muito tolerante para com as crianças e as suas diabruras.

### Desenvolvimento
Uma socialização adequada do cachorro é fundamental, pois irá influenciar de forma determinante o seu comportamento em adulto. Durante os primeiros meses de vida, principalmente dos 2 aos 6 meses de idade, deve-se proporcionar ao cachorro o contacto progressivo com vários tipos de ambientes e situações (por exemplo, passear na rua ou viajar de carro, contactar com pessoas e crianças estranhas e outros cães), para o habituar desde pequeno. Não se deve isolar um animal que é, por natureza, social. Uma educação correcta, recorrendo a estímulos positivos e sem recurso à força, é a base para um desenvolvimento equilibrado e saudável.
Sendo uma raça de grande porte atinge o desenvolvimento comportamental e físico mais tarde que outras raças mais pequenas – após os 18-24 meses de idade. Por esse motivo, as fêmeas só estarão fisicamente desenvolvidas para gerar e aptas para cuidar de uma ninhada a partir do seu 3º cio, isto é, após os 2 anos de idade. As cadelas podem ter dois cios por ano, surgindo o primeiro, normalmente, após os 6 meses de idade. As ninhadas costumam ter, em média, 7 cachorros, podendo, no entanto, atingir os 14 cachorros.
Quando nascem os cachorros possuem uma pelagem mais escura que tende a aclarar progressivamente à medida que vão crescendo e a adquirir os típicos raiados. Também a textura e comprimento do pêlo se altera com o crescimento. Os cachorros têm um pêlo mais suave e curto, e por volta de um ano de idade começam a adquirir o pêlo de adulto.

## Manutenção e Patologias

### Manutenção
Sendo uma raça de grande rusticidade não requer cuidados especiais. Pelo seu temperamento é também uma raça inteiramente adequada para a guarda de propriedades. Apesar de gostar de viver ao ar livre, não sendo uma raça muito grande, adapta-se bem a viver em ambientes mais citadinos, desde que mantenha um certo nível de exercício para garantir uma boa condição física. No entanto, durante o desenvolvimento do cachorro deve evitar-se exercício excessivo ou prolongado pois poderá ter consequências negativas para o esqueleto, ainda em desenvolvimento. Também não necessita de banhos ou escovagens regulares do pêlo, embora seja importante uma alimentação adequada.

### Patologias
É uma raça geralmente saudável, estando entre as que menos preocupações dão aos seus donos. A esperança média de vida é de 12 anos de idade, conhecendo-se casos de cães que ultrapassaram largamente esta idade chegando, inclusive, aos 18 anos de idade. No entanto, como em qualquer outra raça, é importante conhecer os progenitores e o historial da família e realizar uma monitorização veterinária regular.
O acompanhamento veterinário dos cães de gado integrados pelo Grupo Lobo tem permitido a identificação, pelos médicos veterinários do Hospital Veterinário de Trás-os-Montes (Vila Real), de algumas doenças raras (diagnosticadas apenas num indivíduo), como sejam: Meningite eosinofílica, Displasia linfóide, Cardiomiopatia dilatada, Epilépsia, Osteopatia crânio-mandibular e Osteodistrofia hipertrófica. Também não são frequentes as Displasias da anca ou do cotovelo, Prognatismo ou casos de Sarna Demodécica. Isto sugere que a expressão genética destas patologias na raça é muito pouco significativa ou mesmo inexistente. Na opinião generalizada dos médicos veterinários, trata-se de uma raça muito resistente e com uma grande capacidade de recuperação.